# Asociación de Iglesias Bautistas de Israel
La Asociación de Iglesias Bautistas de Israel (en inglés: Association of Baptist Churches in Israel) es una asociación cristiana evangélica de iglesias bautistas que tiene su sede en Nazaret, Israel. Ella está afiliada a la Alianza Bautista Mundial.

## Historia

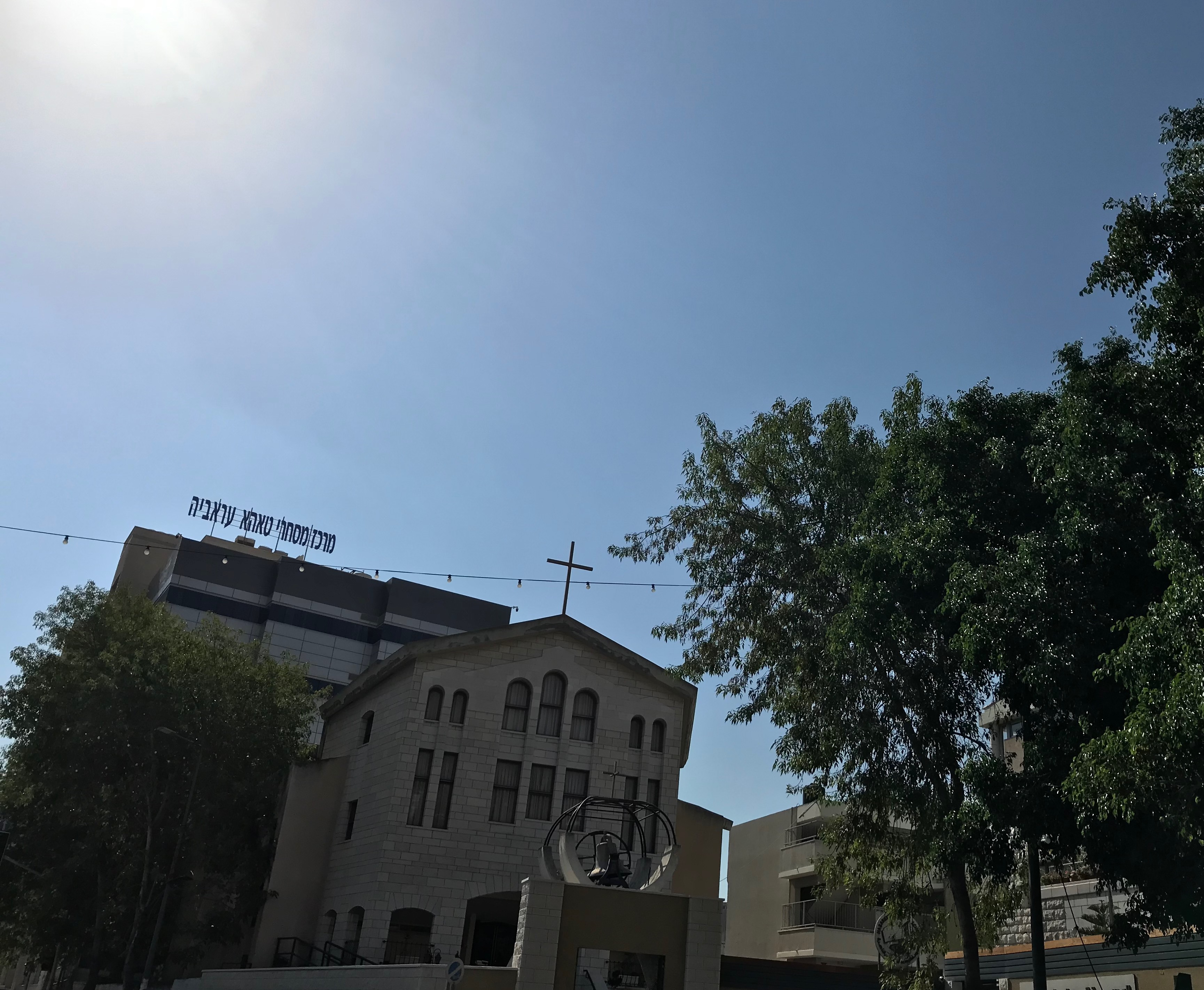
Iglesia Evangélica Bautista de Nazaret.

La Asociación tiene sus orígenes en la fundación de la primera Iglesia Bautista en Nazaret en 1911 por el sirio Shukri Mosa. Una misión estadounidense del International Mission Board también estableció otras iglesias en 1923. Fue fundada oficialmente en 1965 por varias iglesias árabes israelíes. Según un censo de la asociación, en 2023 dijo que tenía 17 iglesias y 900 miembros.

## Escuelas
La asociación es socia de la Escuela Bautista Nazareth fundada en 1936, una escuela K–12.
En 2007 fundó el Centro Nazaret de Estudios Cristianos. En 2014, el Centro se fusionó con el colegio bíblico de Galilea para establecer el Colegio Evangélico de Nazaret.